# Toxitiades vinosus
Toxitiades vinosus är en skalbaggsart som först beskrevs av Leon Fairmaire 1893.  Toxitiades vinosus ingår i släktet Toxitiades och familjen långhorningar.
Artens utbredningsområde är Madagaskar. Inga underarter finns listade i Catalogue of Life.